# Liste der Biografien/Sug
Liste der Biografien |
Portal Biografien |
Personensuche
# |
A |
B |
C |
D |
E |
F |
G |
H |
I |
J |
K |
L |
M |
N |
O |
P |
Q |
R |
S |
T |
U |
V |
W |
X |
Y |
Z |
?
 
Sa |
Sb |
Sc |
Sd |
Se |
Sf |
Sg |
Sh |
Si |
Sj |
Sk |
Sl |
Sm |
Sn |
So |
Sp |
Sq |
Sr |
Ss |
St |
Su |
Sv |
Sw |
Sy |
Sz
 
Sua |
Sub |
Suc |
Sud |
Sue |
Suf |
Sug |
Suh |
Sui |
Suj |
Suk |
Sul |
Sum |
Sun |
Suo |
Sup |
Suq |
Sur |
Sus |
Sut |
Suu |
Suv |
Suw |
Sux |
Suy |
Suz
Die Liste der Biografien führt alle Personen auf, die in der deutschsprachigen Wikipedia einen Artikel haben. Dieses ist eine Teilliste mit 223 Einträgen von Personen, deren Namen mit den Buchstaben „Sug“ beginnt.

## Sug

### Suga
- Suga (* 1993), südkoreanischer Rapper, Songwriter und MusikproduzentSuga (* 1993)

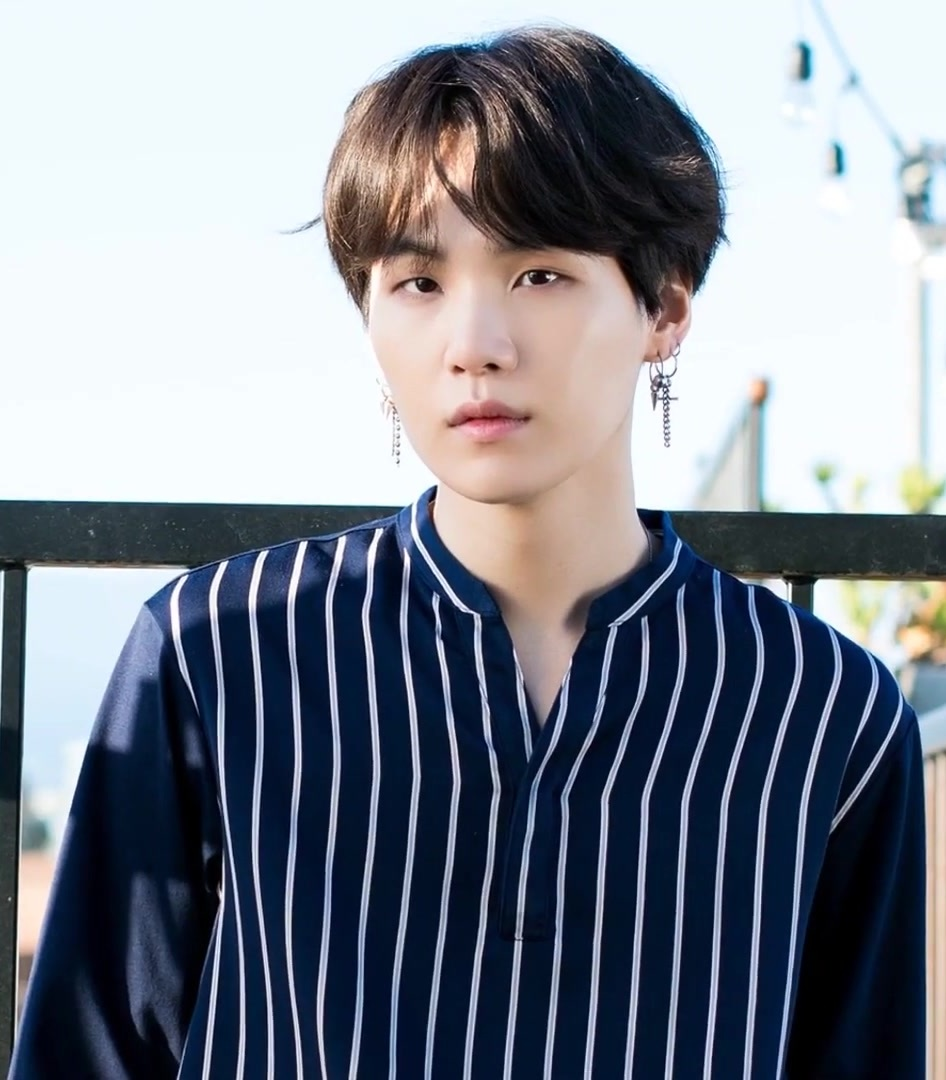
Suga (* 1993)

- Suga Free (* 1970), US-amerikanischer Rapper
- Suga, Daiki (* 1998), japanischer Fußballspieler
- Suga, Hiroaki (* 1963), japanischer Chemiker
- Suga, Hiromi (* 1973), japanische Biathletin
- Suga, Kenta (* 1994), japanischer Filmschauspieler
- Suga, Kyōji (* 1969), japanischer Biathlet
- Suga, Nobuo (* 1933), japanischer Neurobiologe
- Suga, Tatehiko (1878–1963), japanischer Maler der Nihonga-Richtung
- Suga, Toshirō (* 1950), japanischer Aikido-Lehrer, Schauspieler und Maler
- Suga, Yoshihide (* 1948), japanischer Politiker, 63. Premierminister
- Suga-T, US-amerikanische Rapperin
- Sugae, Masumi (1754–1829), japanischer Reisender, Naturforscher und Autor
- Sugahara, Tarō (* 1981), japanischer Fußballspieler
- Sugai, Hidehiro (* 1998), japanischer Fußballspieler
- Sugai, Hitoshi (* 1962), japanischer Judoka
- Sugai, Kumi (1919–1996), japanischer Maler und Grafiker
- Sugai, Naoki (* 1984), japanischer Fußballspieler
- Sugai, Ryō (* 1991), japanischer Freestyle-Skisportler und Skirennläufer
- Sugai, Takuya (* 1991), japanischer Fußballspieler
- Sugai, Yōhei (* 1985), japanischer Weitspringer
- Sugaipov, Surho (* 1985), deutscher SchauspielerSurho Sugaipov (* 1985)

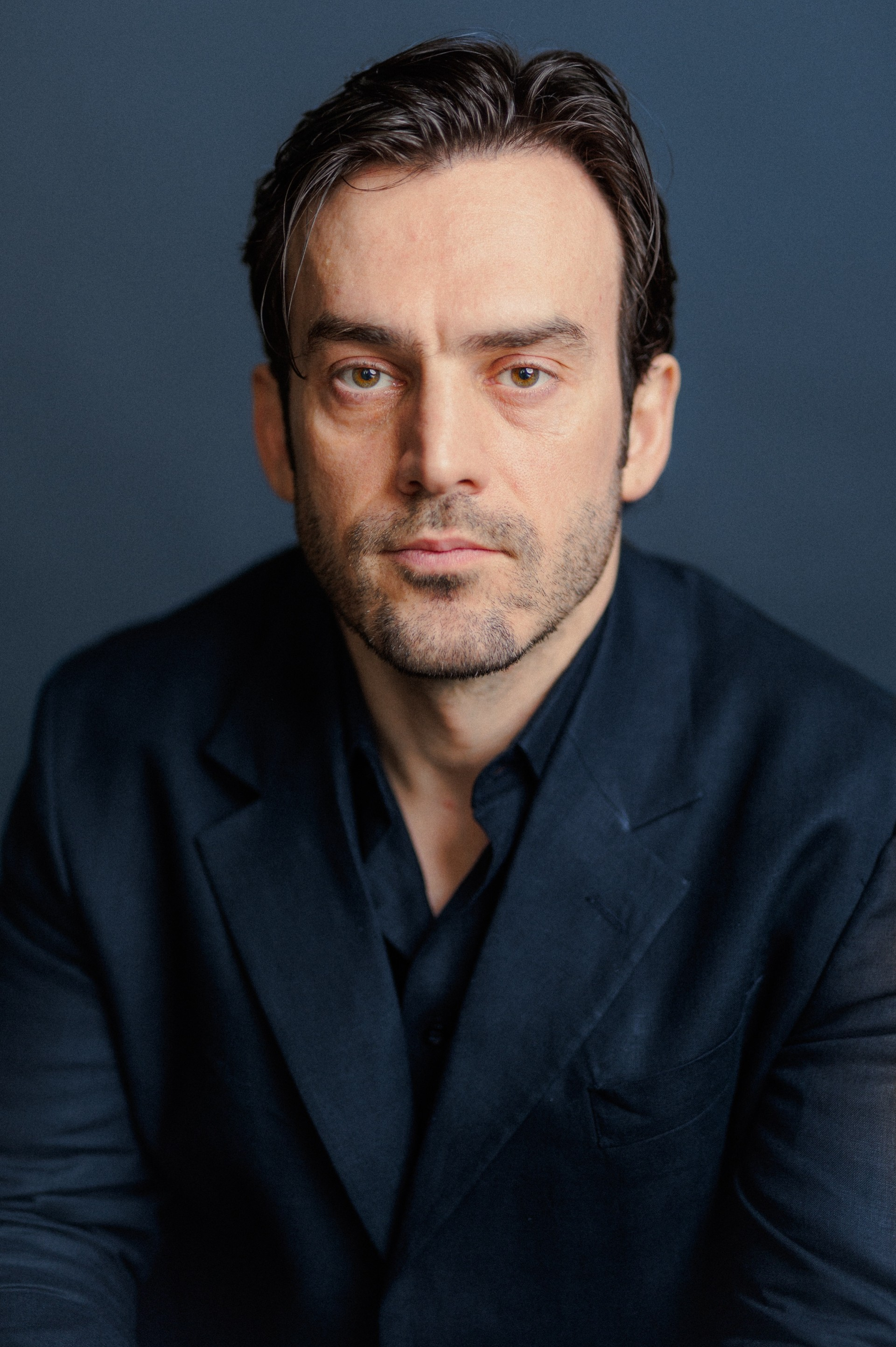
Surho Sugaipov (* 1985)

- Sugajima, Hiroki (* 1995), japanischer Fußballspieler
- Sugamata, Tetsuo (* 1957), japanischer Fußballspieler
- Sugamoto, Gaku (* 1994), japanischer Fußballspieler
- Sugan, Elif (1908–1991), alevitische Heilerin und spirituelle Führerin
- Suganandarajah, Leslie (* 1983), sri-lankisch-deutscher Dirigent
- Sugandhi, Lakshika (* 1991), sri-lankische Leichtathletin
- Sugano, Anli (1948–2000), japanischer Jazzmusiker
- Sugano, Ken’ichi (* 1971), japanischer Fußballspieler
- Sugano, Kunihiko (* 1936), japanischer Jazzpianist
- Sugano, Matsuo (* 1939), japanischer Astronom
- Sugano, Naoyuki (* 1951), japanischer Schauspieler und Synchronsprecher
- Sugano, Ryūsei (* 2002), japanischer Fußballspieler
- Sugano, Takuma (* 1980), japanischer Fußballspieler
- Sugano, Yoshinobu (* 1955), japanischer Radrennfahrer
- Sugano, Yūji (* 1961), japanischer Fußballspieler
- Suganuma, Minoru (* 1985), japanischer Fußballspieler
- Suganuma, Shun'ya (* 1990), japanischer Fußballspieler
- Suganuma, Teifū (1865–1889), japanischer Wirtschaftshistoriker, Schriftsteller, Befürworter einer Ausdehnung Japans in den Pazifik
- Sugar B. (* 1967), österreichischer Musiker, MC, Veranstalter, Entertainer, Schauspieler und Sendungsgestalter im österreichischen Radiosender FM4
- Sugar Blue (* 1949), US-amerikanischer Blues-Mundharmonikaspieler
- Sugar MMFK (* 1993), deutsch-angolanischer Rapper
- Sugar, Alan, Baron Sugar (* 1947), britischer Geschäftsmann und MultimillionärAlan Sugar, Baron Sugar (* 1947)

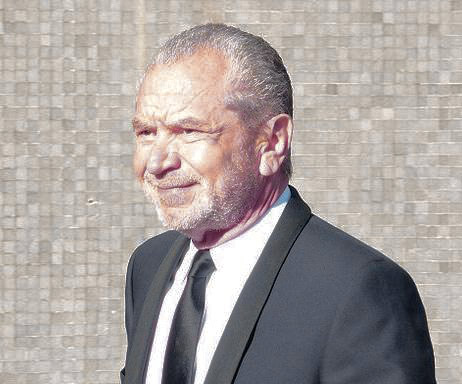
Alan Sugar, Baron Sugar (* 1947)

- Sugár, János (* 1958), ungarischer Konzeptkünstler, Bildhauer und Filmemacher
- Sugar, Michael, US-amerikanischer Filmproduzent
- Sugar, Rebecca (* 1987), US-amerikanische Zeichentrickfilmerin und Drehbuchautorin
- Sugár, Rezső (1919–1988), ungarischer Komponist und Kompositionslehrer
- Sugarbaker, Paul (* 1941), US-amerikanischer Chirurg
- Sugarew, Edwin (* 1953), bulgarischer Menschenrechtler, Dissident
- Sugarman, Berul, kanadischer Geiger
- Sugarman, Burt (* 1939), US-amerikanischer Filmproduzent
- Sugarman, Neal, US-amerikanischer Saxofonist, Bandleader, Songwriter und Labelbetreiber
- Sugasawa, Takaya (* 1987), japanischer Fußballspieler
- Sugasawa, Yuika (* 1990), japanische Fußballspielerin
- Sugata, Masahiro (* 1997), japanischer Fußballspieler
- Sugata, Yoshikazu (* 1953), japanischer Radrennfahrer
- Sugathakumari (1934–2020), indische Dichterin, Umwelt- und Frauenrechtsaktivistin
- Sugawa, Takashi (* 1982), japanischer Jazzmusiker
- Sugawara no Michizane (845–903), japanischer Gelehrter, Poet und PolitikerSugawara no Michizane (845–903)

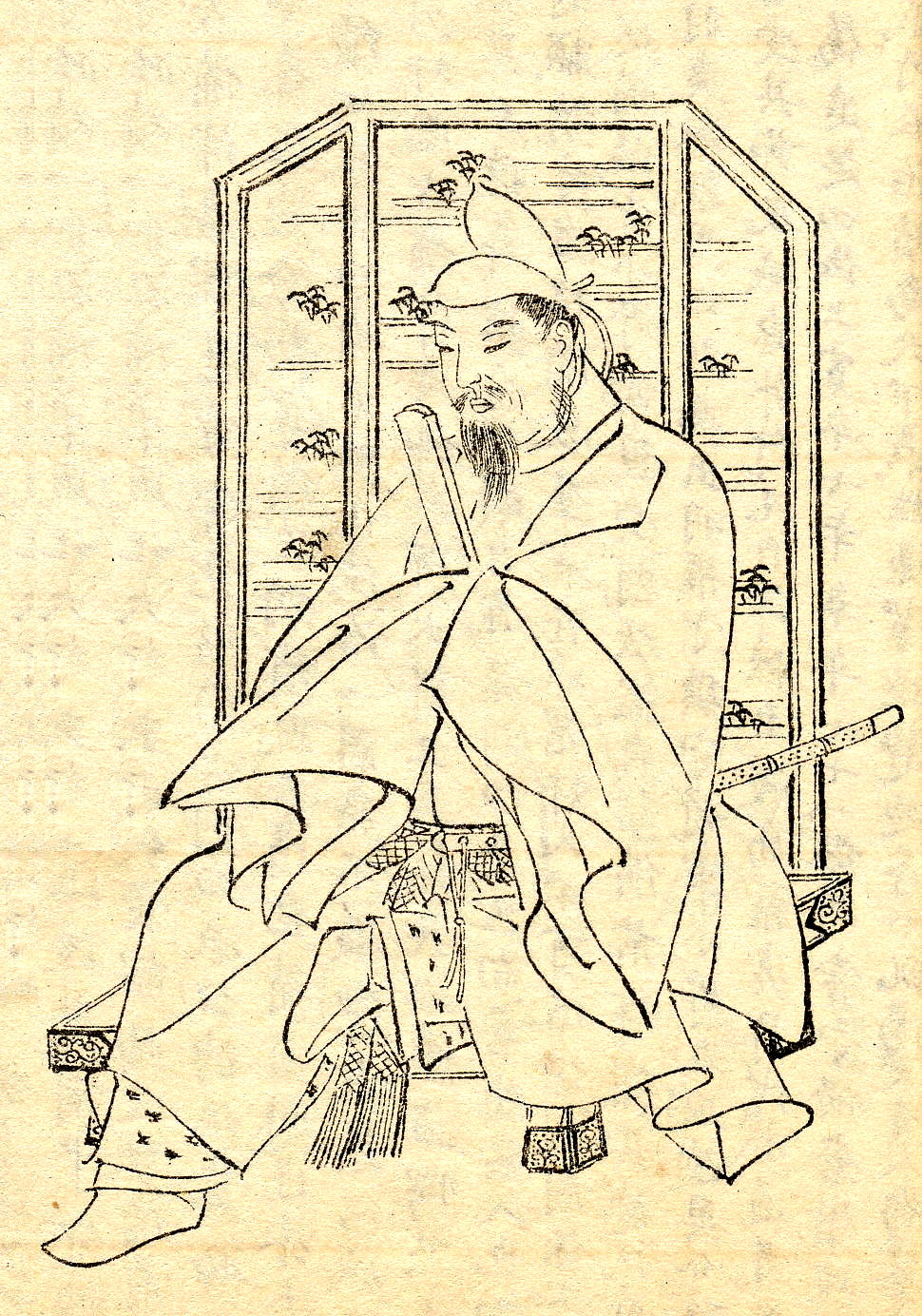
Sugawara no Michizane (845–903)

- Sugawara no Takasue no Musume (* 1008), japanische Hofdame und Autorin
- Sugawara, Bunta (1933–2014), japanischer Schauspieler
- Sugawara, Hirotaka (* 1938), japanischer Physiker
- Sugawara, Kazuhiko (1927–1962), japanischer Eisschnellläufer
- Sugawara, Kōta (* 1985), japanischer Fußballspieler
- Sugawara, Miki, japanische Fußballspielerin
- Sugawara, Ryūnosuke (* 2000), japanischer Fußballspieler
- Sugawara, Sayuri (* 1990), japanische Sängerin
- Sugawara, Takeo (* 1938), japanischer Hammerwerfer
- Sugawara, Teruhito (* 1972), japanischer Rallye-Raid-Fahrer
- Sugawara, Tomo (* 1976), japanischer Fußballspieler
- Sugawara, Yoshimasa (* 1941), japanischer Rallye-Raid-Fahrer
- Sugawara, Yukinari (* 2000), japanischer Fußballspieler

### Sugd
- Sugden, Brandon (* 1978), kanadischer Eishockeyspieler
- Sugden, Cecil (1903–1963), britischer General
- Sugden, Derek (1924–2015), britischer Bauingenieur und Raumakustiker
- Sugden, Edward, 1. Baron St. Leonards (1781–1875), britischer Jurist, Politiker, Mitglied des House of Commons und Lordkanzler
- Sugden, Mollie (1922–2009), britische Schauspielerin
- Sugden, Morris (1919–1984), englischer Chemiker (Physikalische Chemie)
- Sugden, Philip (1947–2014), britischer Historiker und Autor
- Sugden, Samuel (1892–1950), britischer Chemiker
- Sugden, Tim (* 1964), britischer Autorennfahrer
- Sugden, Yvonne (* 1939), britische Eiskunstläuferin

### Suge
- Sugenheim, Samuel (1811–1877), deutscher Historiker
- Sugeno, Kōji (* 1981), japanischer Rollstuhltennisspieler
- Sugeno, Takanori (* 1984), japanischer Fußballspieler
- Suger von Saint-Denis (1081–1151), französischer Abt und Staatsmann
- Sugerman, Andrew, US-amerikanischer Filmproduzent und Filmschaffender
- Sugerman, Danny (1954–2005), US-amerikanischer Manager von Ray Manzarek und Jim Osterberg alias Iggy Pop

### Sugg
- Sugg, Zoe (* 1990), britische Mode- und Beauty-Vloggerin, Webvideoproduzentin und Autorin
- Sugg-Hofmann, Simone (* 1968), deutsche Filmeditorin
- Süggeler, Alina (* 1985), deutsche Popsängerin und ModelAlina Süggeler (* 1985)

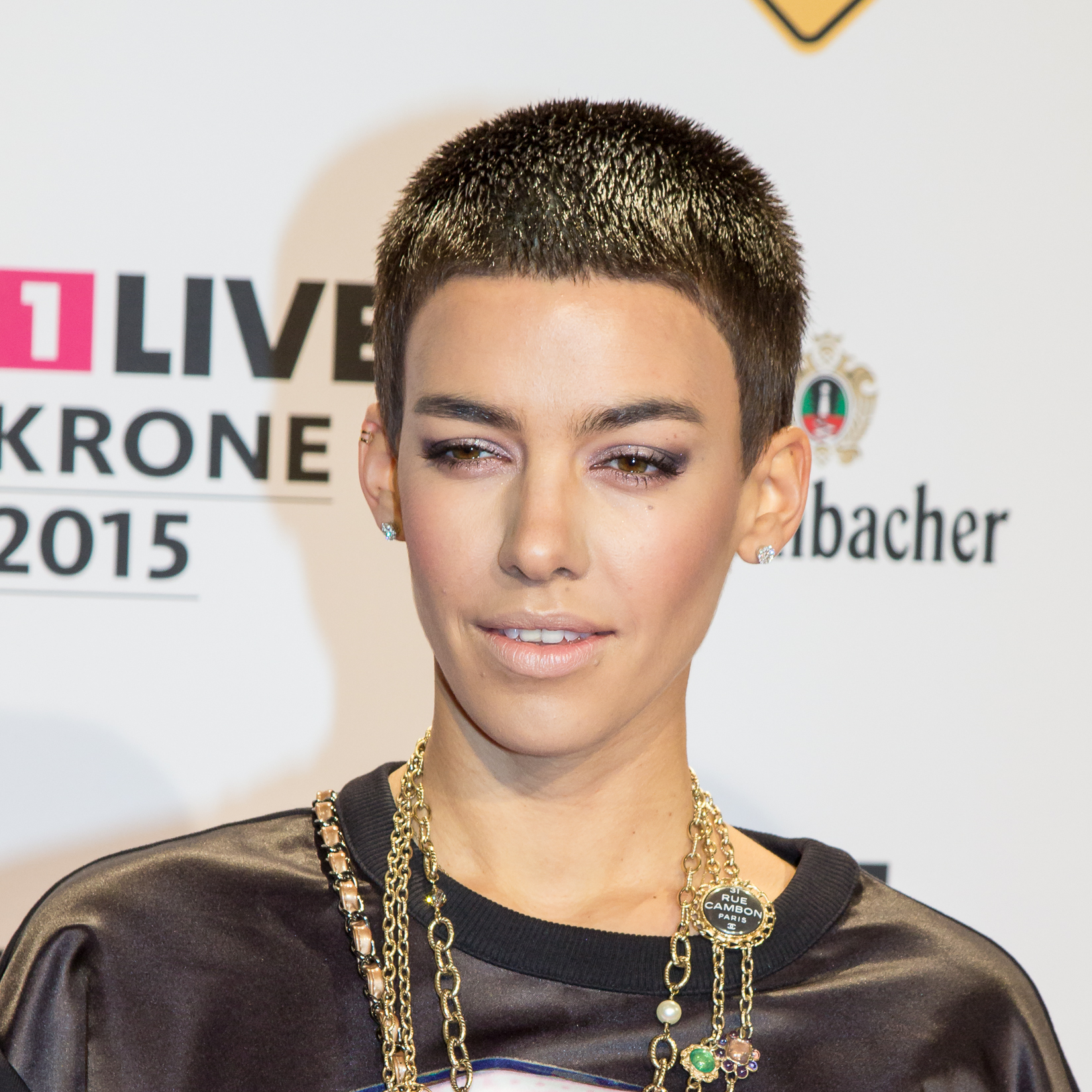
Alina Süggeler (* 1985)

- Suggia, Guilhermina (1885–1950), portugiesische Cellistin
- Suggs, Brad (* 1933), US-amerikanischer Rockabilly-Musiker und A&R-Manager
- Suggs, Jalen (* 2001), US-amerikanischer Basketballspieler
- Suggs, Terrell (* 1982), US-amerikanischer American-Football-Spieler

### Sugi
- Sugi, Emiko (1959–2007), japanische Manga-Zeichnerin
- Sugi, Michisuke (1884–1964), japanischer Unternehmer und Wirtschaftsorganisator
- Sugiarto, Icuk (* 1962), indonesischer Badmintonspieler
- Sugiarto, Tommy (* 1988), indonesischer Badmintonspieler
- Sugiarto, Yohanes Rendy (* 1991), indonesischer Badmintonspieler
- Sugie, Atsushi, japanischer Astronom
- Sugihara, Aiko (* 1999), japanische Kunstturnerin
- Sugihara, Chiune (1900–1986), japanischer Diplomat, der tausende Juden retteteChiune Sugihara (1900–1986)

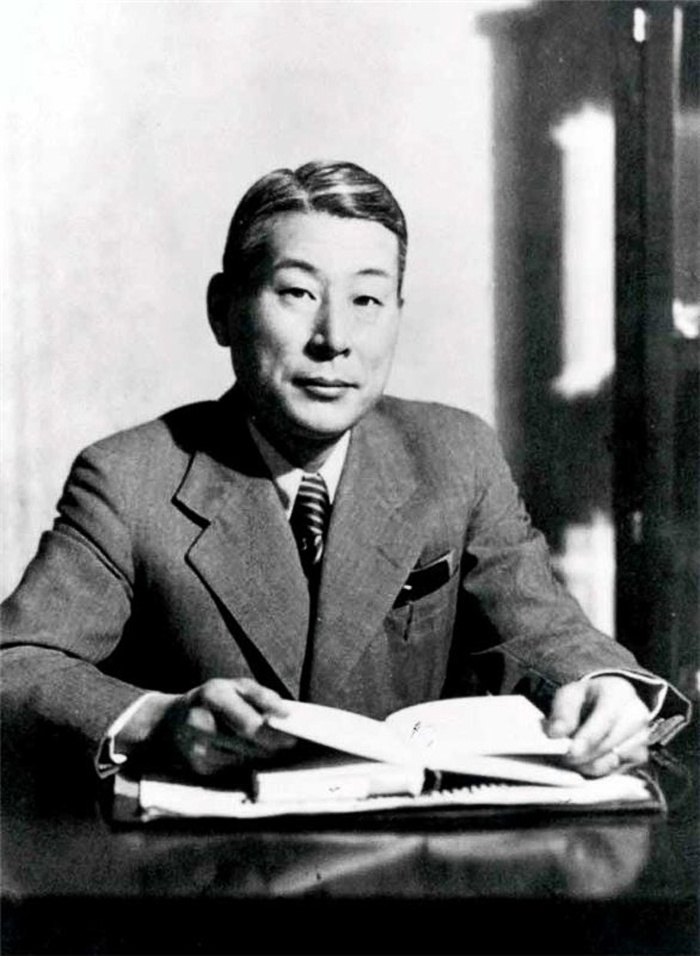
Chiune Sugihara (1900–1986)

- Sugihara, Sōsuke (1913–1983), japanischer Archäologe
- Sugii, Gisaburō (* 1940), japanischer Regisseur und Drehbuchautor
- Sugii, Hayate (* 2000), japanischer Fußballspieler
- Sugimori, Hisahide (1912–1997), japanischer Schriftsteller
- Sugimori, Ken (* 1966), japanischer Zeichner und Illustrator
- Sugimori, Kōki (* 1997), japanischer Fußballspieler
- Sugimori, Teruhiro (* 1982), japanischer Eisschnellläufer
- Sugimoto, Atsushi (* 1964), japanischer Koch
- Sugimoto, Aya (* 1968), japanische Sängerin und Schauspielerin
- Sugimoto, Daichi (* 1993), japanischer Fußballspieler
- Sugimoto, Eiichi (1901–1952), japanischer Wirtschaftswissenschaftler
- Sugimoto, Etsu Inagaki (1873–1950), japanische Schriftstellerin
- Sugimoto, Hiroshi (* 1948), japanischer FotografHiroshi Sugimoto (* 1948)

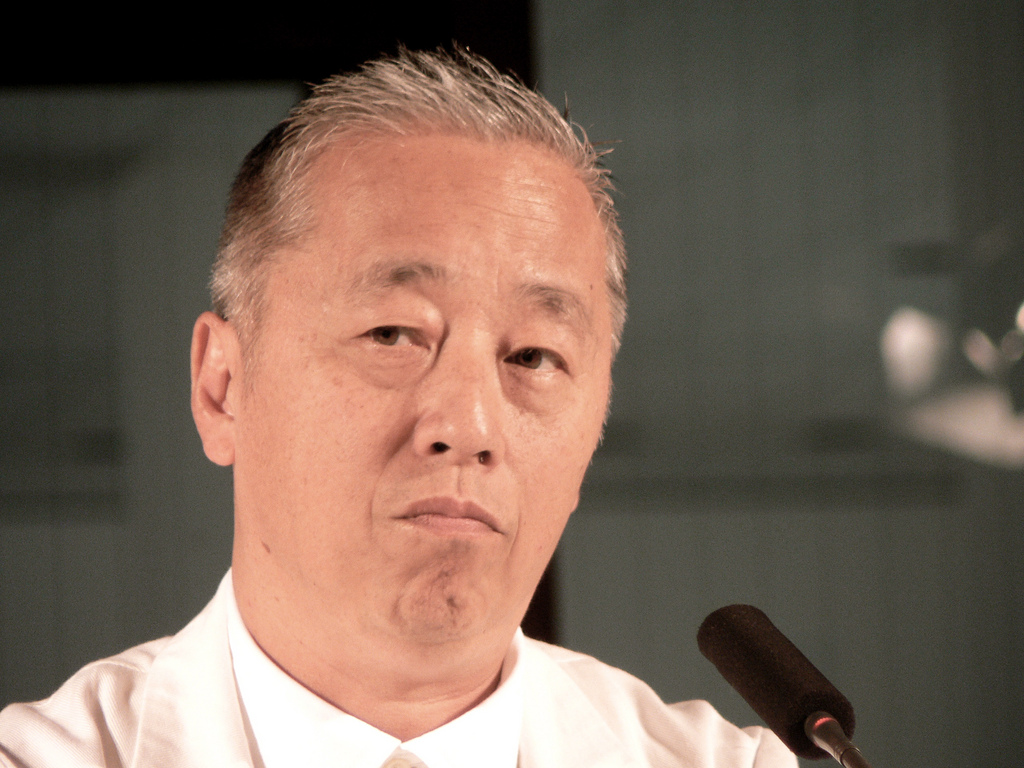
Hiroshi Sugimoto (* 1948)

- Sugimoto, Hiroyuki (* 1986), japanischer Fußballspieler
- Sugimoto, Kei (* 1982), japanischer Fußballspieler
- Sugimoto, Keita (* 1982), japanischer Fußballspieler
- Sugimoto, Kenji (1947–2006), japanischer Albert-Einstein-Forscher
- Sugimoto, Ken’yū (* 1992), japanischer Fußballspieler
- Sugimoto, Kiyoshi, japanischer Fusion- und Jazzmusiker
- Sugimoto, Makoto (* 1987), japanischer Fußballspieler
- Sugimoto, Masao (* 1967), japanischer Fußballspieler
- Sugimoto, Masashi, japanischer Badmintonspieler
- Sugimoto, Michiharu (* 1981), japanischer Fußballspieler
- Sugimoto, Mika (* 1984), japanische Judoka
- Sugimoto, Miki (* 1953), japanische Schauspielerin
- Sugimoto, Mitsuki (* 2001), japanischer Fußballspieler
- Sugimoto, Risa (* 1994), japanische Squashspielerin
- Sugimoto, Ryūji (* 1993), japanischer Fußballspieler
- Sugimoto, Shigeo (1926–2002), japanischer Fußballspieler
- Sugimoto, Sonoko (1925–2017), japanische Schriftstellerin
- Sugimoto, Taiga (* 2003), japanischer Fußballspieler
- Sugimoto, Takuya (* 1989), japanischer Fußballspieler
- Sugimoto, Tarō (* 1996), japanischer Fußballspieler
- Sugimoto, Tomokazu (* 1968), japanischer Jazzmusiker
- Sugimura, Haruko (1909–1997), japanische Schauspielerin
- Sugimura, Jihei, japanischer Ukiyo-e-Künstler
- Sugimura, Koichi (1940–2020), japanischer Karateka
- Sugimura, Kōzō (1895–1948), japanischer Wirtschaftswissenschaftler
- Sugimura, Shōjirō (1905–1975), japanischer Fußballspieler
- Sugimura, Sojinkan (1872–1945), japanischer Journalist, Essayist und Haiku-Dichter
- Sugimura, Takashi (1926–2020), japanischer Biochemiker
- Sugino, Kento (* 1992), japanischer Fußballspieler
- Sugino, Takaaki (* 1998), japanischer Turner
- Sugino, Yoshiko (1892–1978), japanische Modedesignerin
- Sugioka, Daiki (* 1998), japanischer Fußballspieler
- Sugiono (* 1979), indonesischer Politiker
- Sugisaki, Yukiru, japanische Manga-Zeichnerin
- Sugishita, Seiya (* 1988), japanischer Fußballspieler
- Sugita, Ami (* 1992), japanische Fußballspielerin
- Sugita, Genpaku (1733–1817), japanischer Arzt und Gelehrter
- Sugita, Hayato (* 2004), japanischer Fußballspieler
- Sugita, Hina (* 1997), japanische Fußballspielerin
- Sugita, Hiroshi, japanischer Badmintonspieler
- Sugita, Hisajo (1890–1946), japanische Haiku-Dichterin
- Sugita, Kazushi (1904–1993), japanischer Offizier, zuletzt General
- Sugita, Masahiko (* 1995), japanischer Fußballspieler
- Sugita, Masahiro (* 1999), japanischer Fußballspieler
- Sugita, Mio (* 1967), japanische Politikerin und Abgeordnete
- Sugita, Seikei (1817–1859), japanischer Mediziner und Gelehrter der Westliche Wissenschaften
- Sugita, Teiichi (1851–1929), japanischer Regierungsbeamter und Politiker
- Sugita, Tomokazu (* 1980), japanischer Synchronsprecher (Seiyū)
- Sugita, Yoshiko, japanische Badmintonspielerin
- Sugita, Yūichi (* 1988), japanischer Tennisspieler
- Sugita, Yūjirō (1900–1984), japanischer Maler
- Sugita, Yukiya (* 1993), japanischer Fußballspieler
- Sugitani Taizō (* 1976), japanischer Springreiter
- Sugito, indonesischer Offizier
- Sugiura, Asami (* 1985), japanische Schauspielerin, frühere Pornodarstellerin und Erotikmodell
- Sugiura, Fumiya (* 1999), japanischer Fußballspieler
- Sugiura, Hinako (1958–2005), japanische Mangaka
- Sugiura, Jūgō (1855–1924), japanischer Erzieher und Denker
- Sugiura, Kōhei (* 1932), japanischer Graphiksedigner
- Sugiura, Kyōhei (* 1989), japanischer Fußballspieler
- Sugiura, Masahiro (* 1936), japanischer Molekulargenetiker
- Sugiura, Mimpei (1913–2001), japanischer Schriftsteller und Literaturkritiker
- Sugiura, Norio (* 1942), japanischer Shibari-Fotograf
- Sugiura, Rikito (* 2002), japanischer Fußballspieler
- Sugiura, Shigeo (1917–1988), japanischer Schwimmer
- Sugiura, Shungo (* 2006), japanischer Fußballspieler
- Sugiyama, Ai (* 1975), japanische TennisspielerinAi Sugiyama (* 1975)

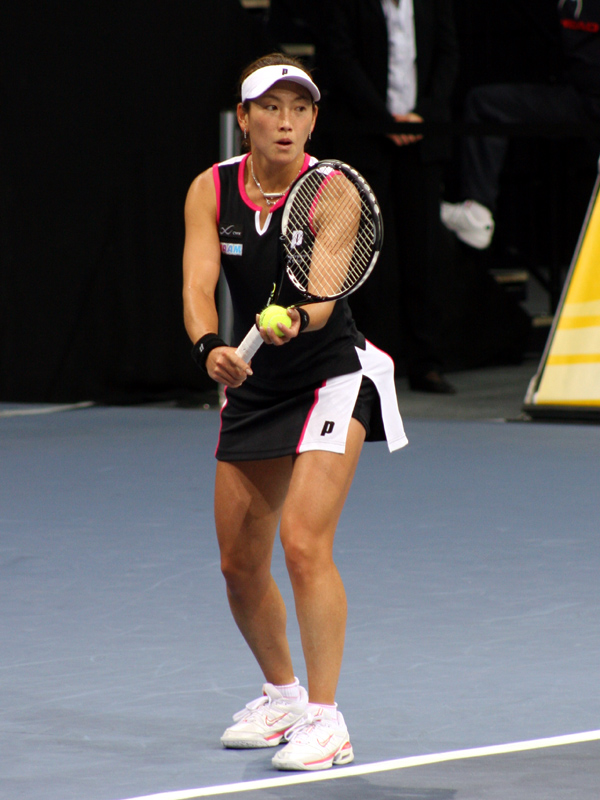
Ai Sugiyama (* 1975)

- Sugiyama, Akiko, Politikerin in Palau
- Sugiyama, Arata (* 1980), japanischer Fußballspieler
- Sugiyama, Danto (* 1999), japanischer Fußballspieler
- Sugiyama, Hajime (1880–1945), japanischer Feldmarschall und Politiker
- Sugiyama, Kazuko (* 1947), japanische Synchronsprecherin (Seiyū)
- Sugiyama, Kazunori (* 1950), japanischer Jazzproduzent
- Sugiyama, Kōichi (1931–2021), japanischer Komponist, Dirigent und Orchestrator
- Sugiyama, Kōichi (* 1971), japanischer Fußballspieler
- Sugiyama, Kōta (* 1985), japanischer Fußballspieler
- Sugiyama, Makoto (* 1960), japanischer Fußballspieler
- Sugiyama, Miwako, japanische Mangaka und Illustratorin
- Sugiyama, Naohiro (* 1998), japanischer Fußballspieler
- Sugiyama, Naojirō (1878–1966), japanischer Jurist, Begründer der vergleichenden Studien in Japan
- Sugiyama, Noriaki (* 1976), japanischer Synchronsprecher
- Sugiyama, Norio (1930–2012), japanischer Politiker
- Sugiyama, Reo (* 2000), japanischer Fußballspieler
- Sugiyama, Rikihiro (* 1987), japanischer Fußballspieler
- Sugiyama, Ryūichi (* 1941), japanischer Fußballspieler
- Sugiyama, Sampū (1647–1732), japanischer Haiku-Dichter und Fischhändler
- Sugiyama, Sōta (* 2000), japanischer Fußballspieler
- Sugiyama, Takamasa (* 1998), japanischer Fußballspieler
- Sugiyama, Takayuki (* 1976), japanischer Fußballspieler
- Sugiyama, Takuya (* 1983), japanischer Fußballspieler
- Sugiyama, Tetsu (* 1981), japanischer Fußballspieler
- Sugiyama, Waichi (1610–1694), japanischer Arzt
- Sugiyama, Yasushi (1909–1993), japanischer Maler
- Sugizo (* 1969), japanischer Rockgitarrist und Violinist

### Sugl
- Suglobow, Alexander Michailowitsch (* 1982), russischer Eishockeystürmer

### Sugn
- Sugnaux, Tess (* 1995), Schweizer Tennisspielerin

### Sugr
- Sugrañes i Gras, Domènec (1878–1938), spanischer Architekt des katalanischen Modernismus
- Sugrue, Michael (1957–2024), amerikanischer Historiker und Universitätsprofessor

### Sugu
- Suguimati, Mahau (* 1984), brasilianischer Hürdenläufer
- Suguimitzu, Humberto (1934–1997), peruanischer Karambolagespieler und Panamerikameister
- Suguino, Caio (* 1987), brasilianischer Fußballspieler
- Suguri, Fumie (* 1980), japanische Eiskunstläuferin
- Suguri, Hiromasa (* 1976), japanischer Fußballspieler
- Sugut, Henry Kemo (* 1985), kenianischer Marathonläufer
- Sugut, Julius Kipkemboi (* 1978), kenianischer Marathonläufer

### Sugz
- Šugžda, Gediminas (* 1968), litauischer Fußballspieler